# Kainak
Kainak (en rus: Кайнак) és un poble de l'óblast de Tiumén, a Rússia, que en el cens del 2010 tenia 50 habitants. Es troba a l'estepa de l'Ixim.